# Torre Alháquime
Torre Alháquime ist ein kleines Dorf und eine Gemeinde zwischen Ronda und Olvera in der Provinz Cádiz in Andalusien (Südspanien), gelegen an der Ruta de los Pueblos Blancos (Straße der weißen Dörfer).
Das Dorf ist auf einem steilen Hügel erbaut und wird teilweise durch die Reste der alten Stadtmauer gestützt. Tief darunter windet sich der Fluss Río Guadalporcún am Ort vorbei.
Angeblich reicht die Gründung dieses Ortes bis in die Zeit der Phönizier zurück; es gibt aber hierüber keine eindeutigen Quellen, weder urkundlicher noch archäologischer Art. Deswegen wird die Gründung meist in die Zeit der römischen Besatzung datiert. Damals wurde Torre Alháquime als Ruheort der Legion
genutzt und hatte den Namen Castra Gemina.
Der heutige Name stammt aus der Zeit der Almohaden und verbindet das lateinische Wort turris (Turm) mit und dem arabischen Namen Al-Haqim („der Weise“; ein Eigenname). Man sagt, dass zu jener Zeit der Herrscher im Turm des Ortes, mit anderen Worten: der Bürgermeister, ein weiser Mann gewesen sei. So sei der Ort zu seinen Namen gekommen.
Nach nicht wenigen Scharmützeln wurde das Dorf im Jahr 1485 im Zuge der Reconquista (Rückeroberung) von den Katholischen Königen (Los Reyes Católicos) eingenommen.
Das Umland von Torre Alháquime ist von Landwirtschaft geprägt, hauptsächlich durch Olivenhaine.

## Nachweise
1. ↑  Instituto Nacional de Estadística Municipal Register of Spain